# ميداينا دي لاس تورس
بلدية ميداينا دي لاس تورس (بالإسبانية: Medina de las Torres)‏, هي إحدى بلديات مقاطعة بطليوس, التي تقع في منطقة إكستريمادورا, والتي تقع في غرب إسبانيا.
يبلغ عدد سكانها 1.494 نسمة وفقاً لإحصائية سنة (2002).